# 李肖龍
李肖龍（1235年—1192年），字叔膺，南宋增城人。
父李光發為寶祐元年（1253年）進士，官至通直郎。肖龍生於端平二年（1235年），幼時穎悟，咸淳七年（1271年）進士及第，調贛州司戶，改任興寧主簿，攝長樂縣事，任內禁止巫邪，設立学校。累遷朝請大夫。入元不仕。至元二十八年（1291年）登罗浮山後得疾，至元二十九年（1192年）卒，年五十八。著有《易传》、《五教编》、《崔清献公言行录》、《睹闻录》等。